# Alberche
De Alberche is een zijrivier van de Taag en is 182 km lang. Hij ontspringt op 1800 m hoogte in de provincie Ávila in de Sierra de Gredos. In het begin is het nog een bergstroompje en voert richting oost waarbij zijn water wordt opgevangen in de stuwmeren van Embalse de Burguillo, Embalse del Charco del Cura en Embalse de San Juan. Bij Aldea del Fresno, in de provincie Madrid, verlaat de rivier het gebergte en zijn loop gaat nu zuidwestwaarts. Hier meandert de rivier door grote uitgestrekte weiden, populair Playa de Madrid genoemd. De Alberche mondt uit bij Talavera de la Reina, in de provincie Toledo, in de Taag.